# Micro-Star International
MSI (tên đầy đủ: Công ty cổ phần hữu hạn Micro-Star International, tiếng Trung: 微星科技股份有限公司,Vi Tinh Khoa kỹ cổ phần hữu hạn công ty) là một tập đoàn công nghệ thông tin đa quốc gia có trụ sở chính ở Tân Bắc, Đài Loan, với logo là một con rồng màu đỏ. MSI chuyên thiết kế, phát triển và cung cấp phần cứng máy tính, các sản phẩm và dịch vụ có liên quan bao gồm: laptop, bo mạch chủ, card đồ họa, máy tính tất cả trong 1, máy chủ, máy tính công nghiệp, thiết bị ngoại vi, các sản phẩm thông tin giải trí trên xe ôtô...
MSI được thành lập vào tháng 8 năm 1986 bởi 5 thành viên sáng lập:
1. Từ Tường (徐祥, Joseph Hsu),[1]
2. Hoàng Kim Thỉnh (黃金請 Jeans Huang),[2][3]
3. Lâm Văn Thông (林文通 Frank Lin),[4]
4. Du Hiền Năng (游賢能, Kenny Yu) và
5. Lư Kỳ Long (盧琪隆, Henry Lu).

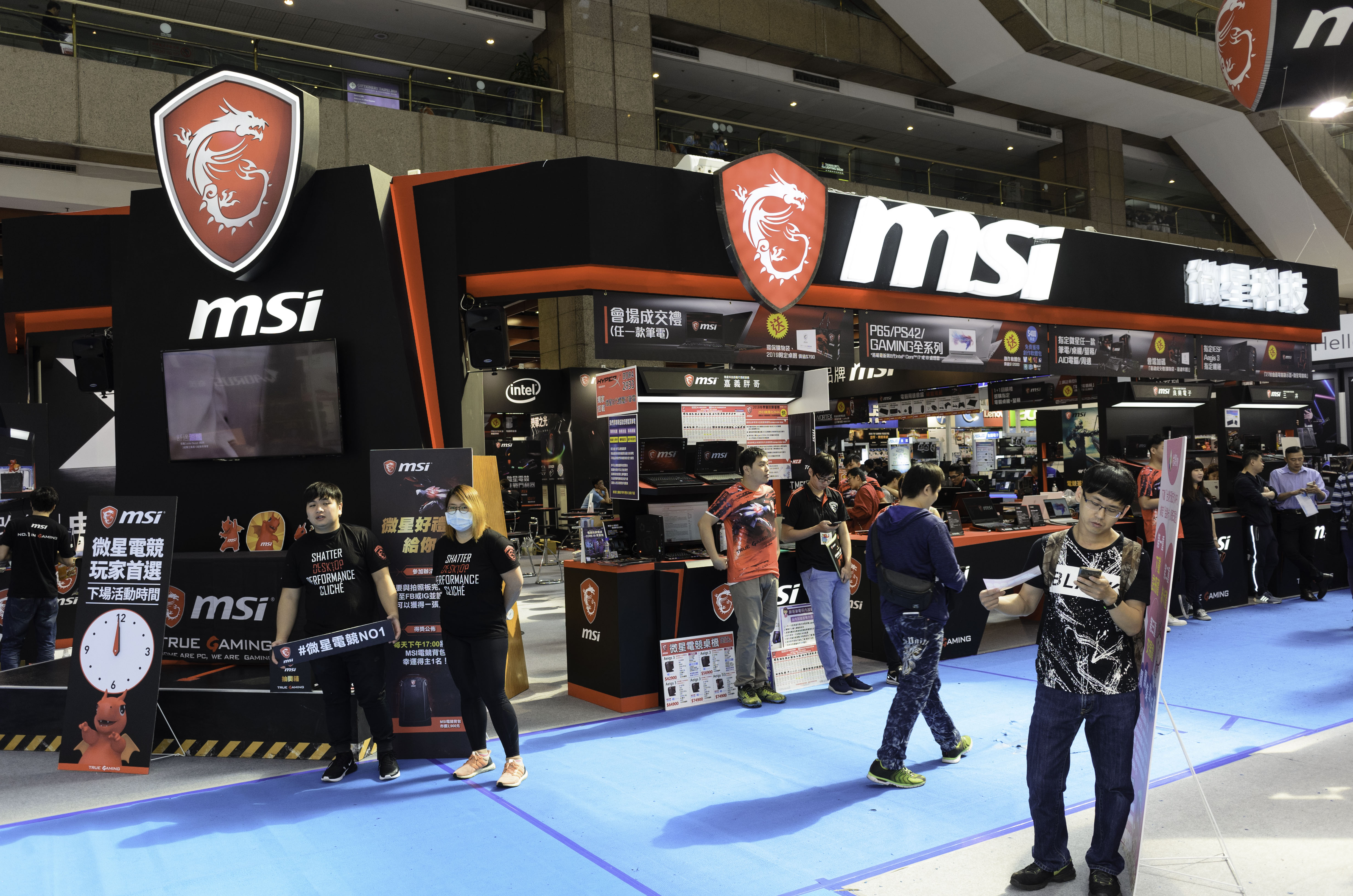
Gian triển lãm của MSI tại Taipei IT Month 2018

Khi mới thành lập công ty kinh doanh chủ yếu tại Tân Bắc, Đài Loan; sau đó phát triển sang Trung Quốc đại lục, xây dựng nhà máy Bảo An ở Thâm Quyến năm 2000, thành lập các cơ sở nghiên cứu và phát triển ở Côn Sơn, Tô Châu năm 2001. MSI cũng có văn phòng dịch vụ bảo hành toàn cầu tại Bắc Mỹ, Trung / Nam Mỹ, châu Á, Úc và châu Âu.
Công ty nổi tiếng với vai trò là nhà tài trợ cho một số team thể thao điện tử và cũng là đơn vị tổ chức các giải đấu Esport quốc tế như MSI Masters Gaming Arena (hay MSI Beat IT) từ năm 2010, với chiến thắng thuộc về Evil Geniuses. Với logo Rồng đỏ cùng Slogan "TRUE GAMING. SOME ARE PC, WE ARE GAMING", MSI củng cố hướng đi tập trung vào các sản phẩm gaming của hãng.
Công ty đã được niêm yết trên sàn chứng khoán Đài Loan (Taiwan Stock Exchange). Tính đến năm 2015, công ty đã có mặt trên toàn cầu tại hơn 120 quốc gia.

## Linh vật Rồng Lucky
Linh vật và biểu tượng của MSI là chú rồng màu đỏ, tên gọi Lucky. Hãng thường sản xuất những chú rồng Lucky nhồi bông trong các hình ảnh quảng cáo và chiến dịch marketing của mình, bán hoặc tặng dưới dạng đồ lưu niệm cùng với áo hoodie, mũ, balo gaming MSI.

## Lịch sử

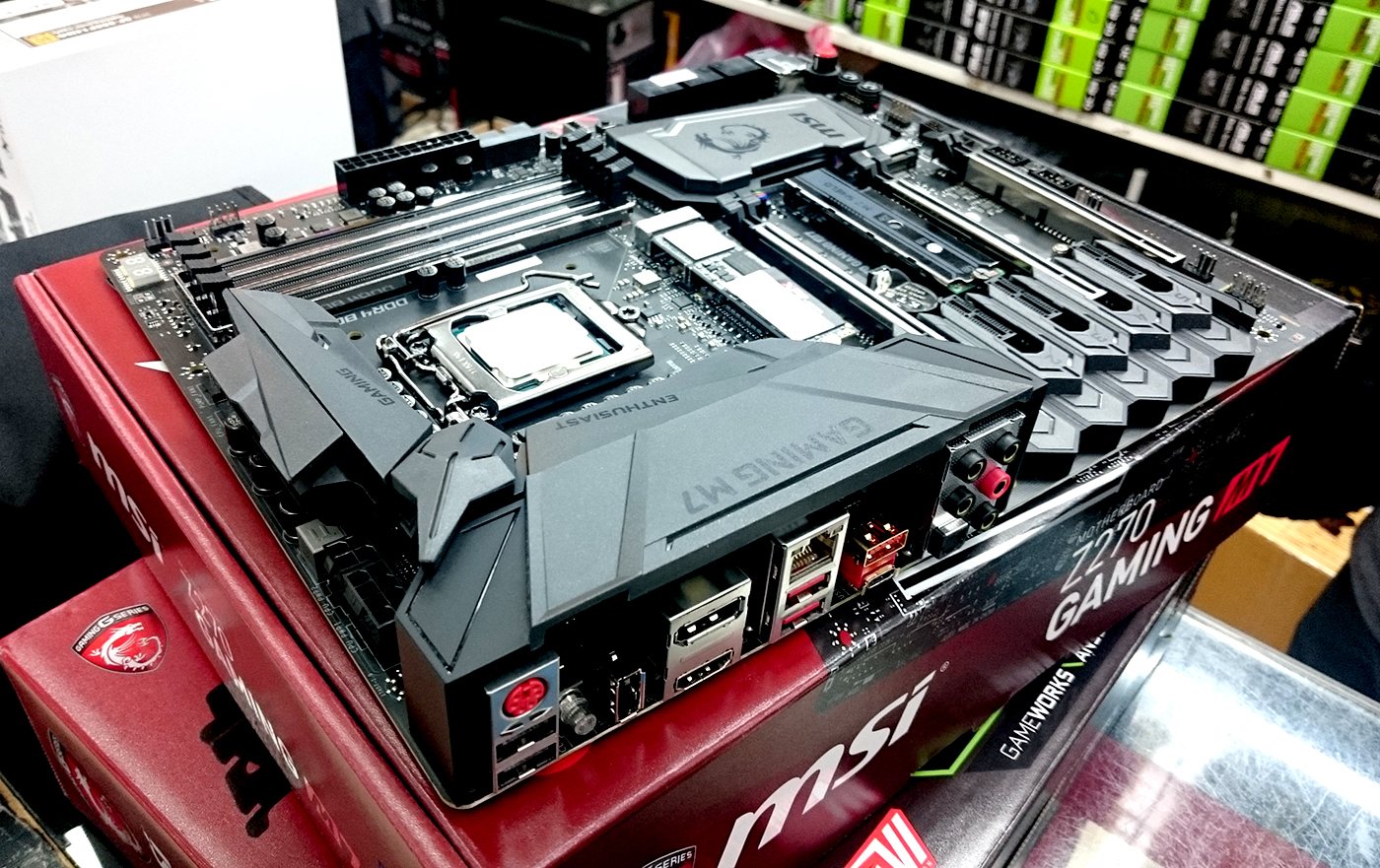
Mainboard cao cấp MSI Z270 GAMING

Năm nhà sáng lập của MSI đều từng làm việc cho tập đoàn Sony. Việc thu hẹp quy mô của Sony vào năm 1985 đã đưa họ đến với cơ duyên thành lập một công ty máy tính mới vào tháng 8 năm 1986.
Năm 1997, MSI đã khánh thành Nhà máy đầu tiên tại thành phố Trung Hòa, Tân Bắc. Năm 2000, Nhà máy III cũng được thành lập tại đây.
Năm 2000, Chi nhánh MSI tại Thâm Quyến được thành lập và năm 2001, MSI mở thêm chi nhánh tại Tô Châu. Năm 2002, MSI thành lập trung tâm vận tải logistics tại Hà Lan.
Năm 2008, MSI lọt vào danh sách Top 20 thương hiệu toàn cầu hàng đầu Đài Loan. Năm 2011, công ty được vinh danh là một trong 100 thương hiệu hàng đầu Đài Loan.  Đến năm 2013, MSI đánh dấu 15 năm liên tiếp nhận giải thưởng Taiwan Excellence.
Năm 2015, MSI được Laptop magazine xếp hạng là thương hiệu máy tính xách tay tốt thứ tư thế giới năm 2015. MSI là nhà cung cấp máy tính xách tay chơi game lớn nhất toàn cầu trong năm 2016.
Tháng 4 năm 2017, MSI quyết định khẳng định vị thế của mình trên bản đồ Thể thao điện tử thế giới bằng việc phát động chương trình tài trợ và tìm kiếm các team Esport tài năng mang tên "Join the Dragon".
Cũng trong tháng 4 năm 2017, MSI thiết lập 1 hệ sinh thái thiết bị phần cứng với các hãng sản xuất bàn phím cơ và chuột chơi game như CORSAIR, SteelSeries, G.SKILL, Cooler Master, in Win, Phanteks... Theo đó màu đèn LED RGB của bo mạch chủ, card đồ họa, vỏ máy tính và màn hình chơi game do MSI sản xuất có khả năng đồng bộ màu LED với bàn phím và chuột của những hãng trên. MSI gọi nó là MSI Mystic Light Sync.  Laptop của MSI sau đó sử dụng bàn phím RGB từ SteelSeries.
ESL (Electronic Sports League, một công ty tổ chức và sản xuất các giải đấu thể thao điện tử trên toàn thế giới) đã hợp tác với MSI cho các sự kiện sắp tới của ESL One vào năm 2018. Theo đó, MSI là đối tác chính thức của ESL One Cologne 2018 tại Đức, một trong những sự kiện lớn nhất trong năm của tựa game bắn súng CS: GO (Counter-Strike: Global Offensive).
Vào tháng 8 năm 2018, MSI đã được Laptop Mag đánh giá là Thương hiệu máy tính xách tay chơi game tốt nhất thế giới năm 2018. Các mẫu máy cao cấp mới là MSI GS65 Stealth Thin và MSI GE63 Raider RGB đã đạt một điểm xuất sắc là 84 trên 100 và đưa MSI GS65 trở thành mẫu laptop gaming số 1 năm 2018.
Team eSports METHOD đã gia nhập MSI vào tháng 8 năm 2018. MSI hợp tác với ESL để mang trận chung kết MSI Gaming Arena 2018 (MGA) - giái đấu CS: GO tới New York.
MSI còn làm việc với BlueStacks (công ty phát triển phần mềm giả lập Android trên Windows) để tạo ra MSI App Player nhằm mang các trò chơi trên nền tảng di động Android lên máy tính MSI chạy Windows.
MSI và nhà phát triển game nổi tiếng - Ubisoft đã hợp tác cùng nhau về tối ưu phần đồ họa trong tựa game Assassin Creed Odyssey và Tom Clancy's The Division 2 vào năm 2019.

## Sản phẩm

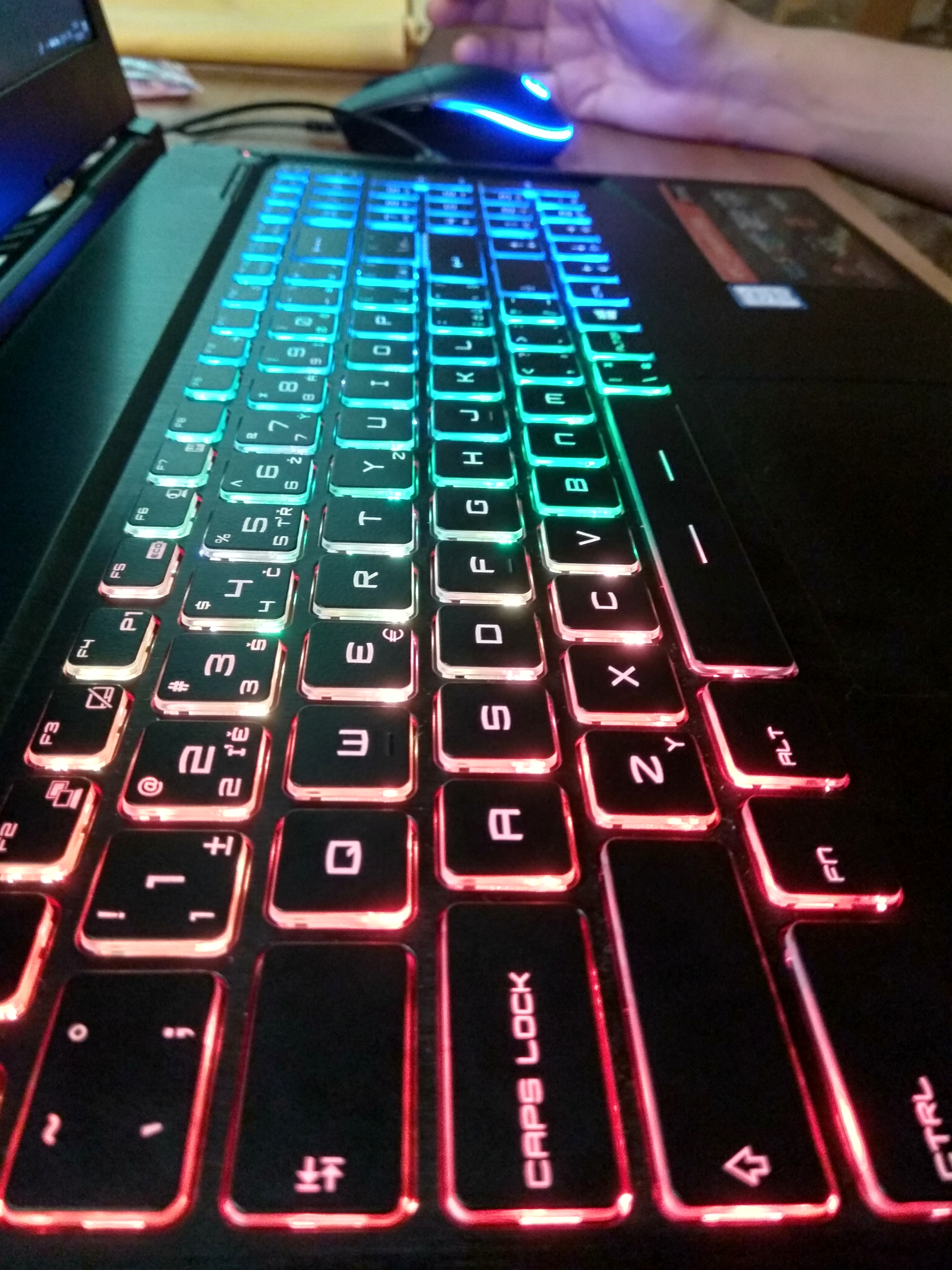
Bàn phím laptop MSI gaming RGB từng phím từ SteelSeries

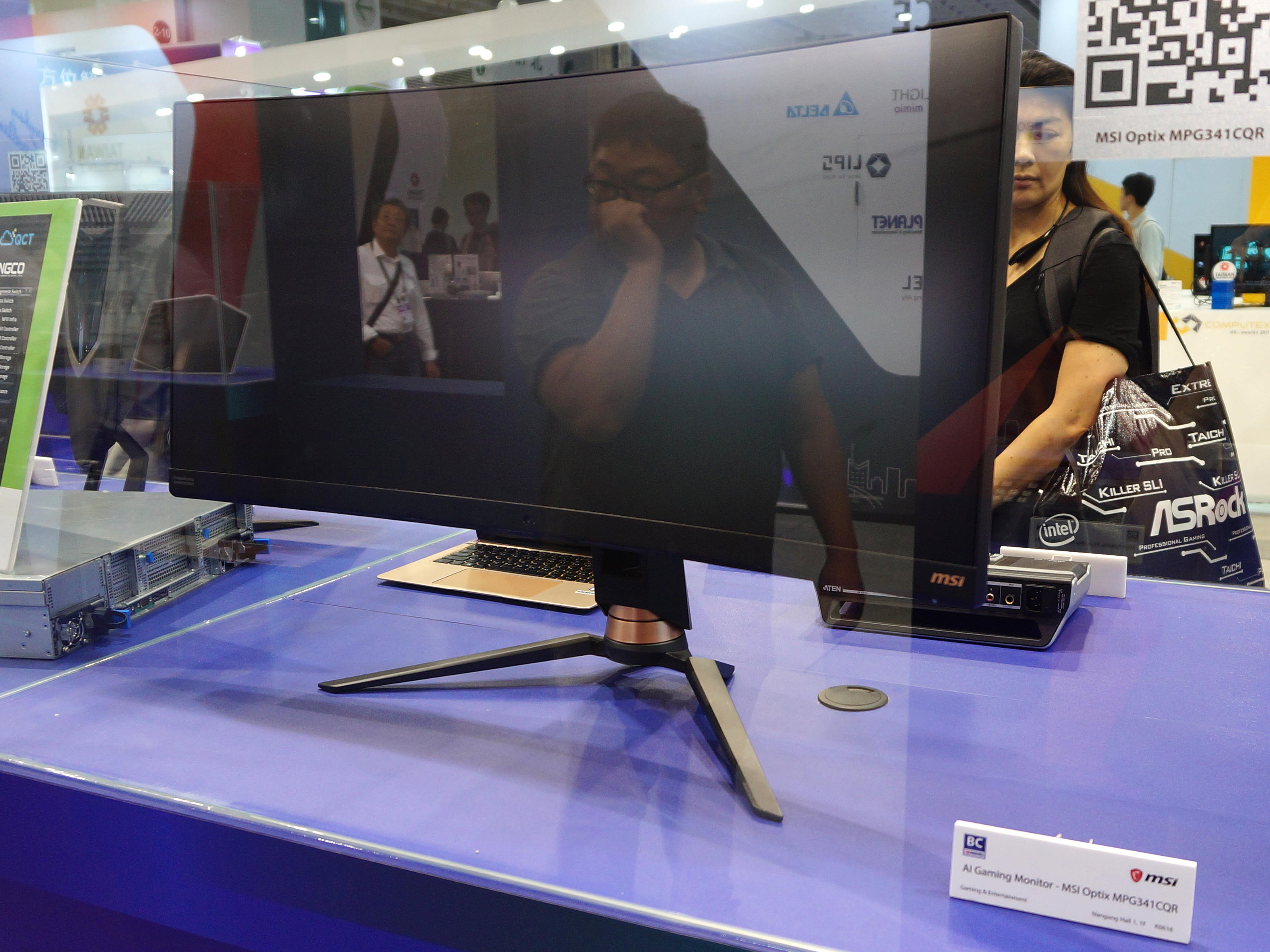
MSI Optix MPG341CQR 2019 - mẫu màn hình gaming cao cấp với đèn LED RGB MSI Mystic Light Sync

MSI ngay từ đầu đã chú trọng sản xuất bo mạch chủ máy tính và card đồ họa. Hãng đã thành lập công ty con FUNTORO vào năm 2008 để cung cấp các giải pháp về giải trí trên phương tiện giao thông. Ngày nay, MSI đã mở rộng ra sản xuất nhiều sản phẩm, bao gồm máy tính xách tay, máy tính để bàn, màn hình, bo mạch chủ, card đồ họa cho các game thủ và người sáng tạo nội dung, đồng thời sản xuất cả máy tính đa năng, máy trạm di động, máy chủ, máy tính đồng bộ, máy tính All-in-One, bàn phím cơ, chuột gaming, tai nghe, thiết bị ngoại vi đa phương tiện, Robot tự động (AMR),...
Cuối năm 1986, MSI đã giới thiệu bo mạch chủ 286 có thể ép xung overclocking đầu tiên. Về sau hãng cho ra mắt phần mềm theo dõi hiệu năng phần cứng và hỗ trợ ép xung MSI Afterburner và phần mềm điều khiển máy tính Dragon Center riêng của hãng.
Năm 1989, MSI giới thiệu bo mạch chủ 486 đầu tiên của mình; bo mạch chủ 586 ra đời năm 1993; năm 1995, là bo mạch chủ Dual Pentium Pro. Năm 1997, hãng đã giới thiệu bo mạch chủ dựa trên CPU Intel Pentium II. Năm 2004, sản phẩm Notebook đầu tiên (M510C) ra đời. Vào năm 2009, MSI đã giới thiệu Ultra Slim Notebook đầu tiên (X320), và máy tính tất cả trong một All-in-One đầu tiên (AP1900).
Năm 2008, MSI đã tài trợ cho team Esport Fnatic và thị trường game PC, từ đó tập trung hoàn toàn vào các sản phẩm phần cứng phục vụ game thủ. Vào năm 2015, MSI đã hợp tác với công ty công nghệ theo dõi mắt của game thủ khi chơi game - Tobii để tạo ra các máy tính xách tay gaming theo dõi mắt người chơi nhằm tối ưu hóa trải nghiệm đồ họa.
Đầu năm 2016, MSI đã hợp tác với HTC để nghiên cứu các sản phẩm trải nghiệm Thực tế ảo.
Vào năm 2018, MSI đã mở rộng phạm vi kinh doanh của mình sang các dòng sản phẩm dành cho người sáng tạo nội dung vào năm 2018 và giới thiệu các mẫu máy tính xách tay ultrabook cấu hình cao dùng cho thiết kế đồ họa: MSI Prestige 14/15, MSI Creator 15M/17M, P65/P75 Creator tại Triển lãm thương mại điện tử IFA 2018.
MSI Optix MPG27CQ là màn hình cong gaming cao cấp, xuất sắc nhất nhận Taiwan Excellence Gold & Silver Awards lần thứ 27.
| Laptop | Máy tính để bàn đồng bộ                                                                     | Màn hình                                       | Card đồ họa                             | Bo mạch chủ | Gaming gear | Vỏ máy tính                                | Phần mềm        |
| --- | ------------------------------------------------------------------------------------------- | ---------------------------------------------- | --------------------------------------- | --- | --- | ------------------------------------------ | --------------- |
| Laptop Gaming: - Dòng GT, - Dòng GS, - Dòng GE, - Dòng GP, - Dòng GL, - Dòng GF, - Dòng GV, - Mẫu máy Alpha, Bravo (với logo lôi ưng) | Gaming PCs: - Aegis, (dự án), - Nightblade (dự án), - Infinite, - Trident, - Codex. (dự án) | Gaming: - MPG (dự án), - MAG Optix, - G Optix. | - NVIDIA GPU, - AMD GPU - Tản nhiệt GPU | Gaming: - MEG, - MPG, - MAG, - Enthusiast Godlike, - Performance Gaming Pro Carbon, - Arsenal Tomahawk, Mortar. | - Bàn phím cơ Vigor Cherry MX, - Chuột gaming Clutch, - Tai nghe Immerse, - Tay cầm Force series, - Mouse Pad Agility, - Ghế Gaming. | - MAG, (Vampiric), - MPG (Gungnir, Sekira) | MSI Afterburner |
| Multimedia, sáng tạo: - Dòng MSI Creator, - Dòng MSI Prestige, - Dòng MSI Modern ( MSI Modern 14, MSI Modern 15)                      | Máy tính All-in-One: - Adora, - Gaming AiO, - Pro AiO                                       | Thiết kế đồ họa: - PS (dự án)                  | - NVIDIA GPU, - AMD GPU - Tản nhiệt GPU | Chuyên nghiệp: - Content Creation Prestige, - PRO series                                                        | - Bàn phím cơ Vigor Cherry MX, - Chuột gaming Clutch, - Tai nghe Immerse, - Tay cầm Force series, - Mouse Pad Agility, - Ghế Gaming. | - MAG, (Vampiric), - MPG (Gungnir, Sekira) | MSI Afterburner |
| Máy trạm: - Dòng WT, - Dòng WS, - Dòng WE, - Dòng WP                                                                                  | Mini PCs: - Wind Box, - Hetis, - Axis, - Wind Nettop.                                       | Thiết kế đồ họa: - PS (dự án)                  | - NVIDIA GPU, - AMD GPU - Tản nhiệt GPU | Chuyên nghiệp: - Content Creation Prestige, - PRO series                                                        | - Bàn phím cơ Vigor Cherry MX, - Chuột gaming Clutch, - Tai nghe Immerse, - Tay cầm Force series, - Mouse Pad Agility, - Ghế Gaming. | - MAG, (Vampiric), - MPG (Gungnir, Sekira) | MSI Afterburner |

## Tài trợ
MSI là nhà tài trợ của nhiều đội thể thao điện tử, Fnatic và Cloud 9. METHOD, PENTA Sports, Energy eSports, HWA Gaming, yoe Flash Wolves, NXA-Ladies, Saigon Fantastic Five, MSI-Evolution, Vox Eminor, DeToNator, Team Infused, Aperture Gaming, Phoenix GaminG, ...

## Logo mới và đẩy mạnh việc kinh doanh các dòng máy văn phòng và doanh nghiệp
Ngày 3/9/2020, MSI ra mắt loạt laptop với logo mới của hãng, sử dụng CPU Intel Core thế hệ 11 (Tiger Lake) mới được chứng nhận Intel Evo. Đầu tiên là Prestige 14 Evo, trọng lượng chỉ 1,29 kg.
MSI gaming ngày càng được bỏ đi các chi tiết hầm hố, chuyển sang mỏng nhẹ và thanh lịch, MSI ra mắt chiếc laptop gaming Stealth 15M với màn hình 15" mỏng chỉ 16mm, nặng 1,78 kg. Theo MSI Stealth 15M nối tiếp đàn anh MSI GS65 trước đây, trở thành laptop chơi game 15" mỏng nhất thế giới. Máy có các tùy chọn GPU GeForce RTX 2060 hoặc GTX 1660 Ti, CPU Intel Core thế hệ 11, dùng SSD PCIe Gen 4, cổng Thunderbolt 4 Type C.
Dòng Prestige và Modern cho doanh nghiệp được trang bị CPU Intel Core thế hệ thứ 11 và logo mới của công ty. Logo MSI mới nhìn hiện đại hơn trước, bớt “gaming” hơn vì MSI đang muốn đẩy mạnh việc kinh doanh các dòng máy mỏng nhẹ, văn phòng và laptop cho doanh nghiệp.
Hai dòng laptop mới dành cho doanh nghiệp là Summit B và Summit E với màn hình 14" và 15,6", GPU Intel Iris Xe.